# Akitakata, Hiroshima
Akitakata (安芸高田市 Akitakata-shi) là một thành phố thuộc tỉnh Hiroshima, Nhật Bản.